# I Origins
I Origins (traduzione letterale in italiano: “Io origini”) è un film del 2014 scritto, diretto e montato Mike Cahill.
Il film è stato presentato al Sundance Film Festival il 18 gennaio 2014.

## Trama
Un dottorando in biologia molecolare, Ian Gray, si sta occupando dello studio dell'evoluzione dell'occhio umano insieme ai suoi due assistenti Karen e Kenny. Ian sta facendo progressi significativi nel campo, ma è spesso frustrato dalla mancanza di risposte definitive alle sue domande. 
A una festa di Halloween incontra una ragazza misteriosa, Sofi. La approccia chiedendole di fotografarle gli occhi e finiscono in bagno per fare sesso, ma una battuta di Ian fa cambiare idea alla ragazza. Dopo un'inefficace ricerca, Ian comincia a imbattersi ripetutamente nel numero 11; mentre sale proprio su un autobus numero 11, un cane guida inizia ad abbaiare contro di lui, egli allora nota un gigantesco cartellone pubblicitario di cosmetici in cui sono ritratti gli occhi inconfondibili di Sofi. Partendo da questa traccia, Ian fa di tutto per reincontrarla, ritrovandola poi in un vagone della metropolitana. Nonostante la diversità, nasce un rapporto molto profondo tra i due, al punto che ben presto decidono di sposarsi.
Il giorno del matrimonio, Karen chiama Ian e lo informa di aver trovato una specie di vermi che, pur essendo cieca, possiede una proteina necessaria per sviluppare la vista. Questa è la svolta delle loro ricerche. Sofi, venuta a conoscenza di questi studi, ne rimane però turbata, facendo così emergere la differenza di vedute fra lei e Ian. Poco dopo, mentre fanno rientro a casa, il vecchio montacarichi dello stabile improvvisamente si blocca tra due piani. Ian decide allora di arrampicarsi sul piano sovrastante e tirare su Sofi, ma proprio mentre la ragazza sta per uscire dal montacarichi, quest'ultimo precipita, recidendo di netto le gambe della ragazza e provocandone la morte per dissanguamento. Profondamente sconvolto, Ian si chiude in casa per le successive settimane e si rifiuta di tornare al lavoro. A farsi carico di portare avanti le ricerche è quindi Karen, la quale riesce nel frattempo a creare in laboratorio il primo verme "vedente" geneticamente modificato. Una sera, allorché Karen decide di recarsi a casa di Ian per renderlo partecipe dei suoi progressi e convincerlo a uscire dall'isolamento, tra i due scocca la scintilla e si innamorano.
Sette anni più tardi, Ian ha scritto un libro sull'evoluzione dell'occhio umano, criticando i dogmi religiosi, e Karen è incinta del loro primo figlio. Quando il bambino nasce, l'ospedale fa come da prassi una scansione dell'iride del bambino. Inserita la scansione nel database "Iris", gli occhi del piccolo sembrano corrispondere con quelli di un'altra persona. Questa coincidenza viene lì per lì liquidata come un semplice disguido tecnico. Pochi mesi dopo, la dottoressa Simmons, chiama la coppia e suggerisce di fare dei test al bambino, che lei sospetta soffra di autismo. Gli inusuali test insinuano dubbi nella coppia e convincono Ian a recarsi in Idaho, dove scopre che la persona avente gli stessi occhi di suo figlio è morta da due anni, poco prima che il bambino fosse concepito. Nella coppia si insinua il dubbio che il loro figlio possa essere una sorta di reincarnazione del defunto.
L'ex partner di ricerca di Ian, Kenny, creatore del database "Iris", aiuta Ian e Karen nella ricerca nel gigantesco archivio per scoprire se sono presenti altre similitudini. Essi scoprono che una persona in India ha gli stessi occhi di Sofi. Allora Ian, spinto dalla moglie Karen, si reca in India. Scopre presto che gli occhi appartengono a una bambina, Salomina. Ma trovarla è davvero arduo in quanto la bambina, nel frattempo, è rimasta orfana e vaga libera e senza meta per la città. Nonostante l'aiuto di una professoressa del luogo, Ian non riesce a rintracciare Salomina, per cui decide di pubblicare un annuncio su un cartellone gigante con una foto degli occhi di Sofi e l'offerta di una ricompensa. Proprio quando sta per gettare la spugna, Ian nota una bambina che fissa a lungo il tabellone e scopre trattarsi proprio di Salomina. La porta nel suo hotel e contatta Karen su Skype.
Con il suo aiuto, egli conduce un semplice test su Salomina, sperando che selezionerà le immagini associate a Sofi. I risultati, però, sono insignificanti, rientrando le risposte date dalla bambina nel campo della casualità con solo il 44% di scelte coincidenti con il profilo di Sofi. Quando, però, egli si prepara a lasciare l'hotel con Salomina, davanti all'ascensore la bambina viene presa da un forte attacco di panico e inizia a piangere. A questo punto Ian sembra accettare l'idea che Salomina possa essere collegata a Sofi, in un modo che la scienza non può ancora dimostrare e spiegare.
Nella scena dopo ai titoli di coda si vede la dottoressa Simmons che continua i suoi test e ordina, per l'inserimento nel database, la scansione delle iridi di personaggi famosi deceduti come John F. Kennedy, Vladimir Lenin, Albert Einstein, John Lennon, Che Guevara e tanti altri.

## Promozione
Il primo trailer del film viene diffuso il 10 aprile 2014.

## Distribuzione
Il film viene presentato al Sundance Film Festival il 18 gennaio 2014; nello stesso giorno, i presidenti della Fox Searchlight Pictures, Stephen Gilula e Nancy Utley, hanno annunciato di aver acquisito i diritti della distribuzione per questa pellicola su scala mondiale.
In Italia il film viene distribuito per la prima volta in tv, 3 settembre 2015 sul canale pay Sky Cinema 1.

### Divieti
Il film, negli Stati Uniti, viene vietato ai minori di 17 anni non accompagnati per la presenza di "linguaggio scurrile, nudità e sessualità".

## Accoglienza
Il sito Rotten Tomatoes raccoglie il 53% delle recensioni professionali positive, mentre quelle del pubblico hanno assegnato un 68%. MyMovies ha assegnato una valutazione di 3.5/5 da parte del pubblico.

## Riconoscimenti
- 2014 - Sundance Film Festival
  - Premio Alfred P. Sloan
- 2014 - Sitges - Festival internazionale del cinema fantastico della Catalogna
  - Miglior film
- 2014 - Tallinn Black Nights Film Festival
  - Candidatura per il miglior film indipendente nordamericano
- 2015 - Saturn Awards[4]
  - Candidatura per il miglior film indipendente